# Seis Peniques
La moneda de seis peniques (equivalente a 6d; en inglés: sixpence, también apodada como tanner o como sixpenny bit) era una de las denominaciones de libra esterlina pre-decimal. Tenía un valor equivalente a 1/40 de una libra esterlina o seis peniques. Fue acuñada por primera vez durante el reinado de Eduardo VI, y circuló hasta el año 1980, nueve años tras la decimalización (en la cual se redenominó a dos peniques y medio), debido, en gran parte, gracias al apoyo popular de estas. La moneda fue acuñada en plata desde su introducción, en 1551, hasta 1947, y desde ese año hasta 1970, en cuproníquel.
Previo a la decimalización de la moneda británica, la libra esterlina estaba compuesta de 20 chelines (a su vez, cada chelín estaba constituido por 12 peniques, por lo que una libra contenía 240 de estos). Los valores inferiores a una libra, eran expresados en chelines y peniques. ej. 30 peniques (12 nuevos peniques), hubiesen sido expresados como 2 chelines y seis peniques (3/6), y se lo pronunciaría como simplemente "tres y seis". Los valores expresados únicamente en chelines, que no contuvieran ni libras ni peniques, se expresaban con una guion a su lado, en señal de ausencia de otras subdivisiones monetarias; ej: (3 chelines; 3/-)
En 2016, la Royal Mint comenzó a emitir nuevas monedas de seis peniques de plata para celebrar las navidades; Estas monedas han sido producidas desde entonces y a fecha de 2020, lo siguen haciendo.

## Historia
Las primeras monedas de seis peniques fueron acuñadas en 1551, durante el reinado de Eduardo IV. Estas piezas fueron concebidas como consecuencia del envilecimiento de las monedas de plata durante los 1540s, en particular, el apodado "testoon" (luego bautizado chelín), cuyo valor decayó de 12 peniques (12d), a 6 peniques (6d).
El envilecido testoon, se volvió entonces, muy común en las transacciones cotidianas de la población, y se decidió que las nuevas piezas de testoones acuñadas, se hiciera con un valor facial de seis peniques. El testoon perdió valor, porque a diferencia de los patrones de monedas fiduciarias, el valor de una moneda se determinaba por el valor de mercado del material que las constituía. Durante el reinado de Enrique VII, sin embargo, pureza de la plata en las monedas cayó de manera significativa.
Las monedas de seis peniques fueron acuñadas durante el reinado de cada uno de los monarcas de la Corona británica tras Eduardo VI, al igual que en los países que conformaban la comunidad y las dependencias de la Corona británica; Durante todos esos años, la moneda de seis peniques experimentó un gran número de cambios. Durante el reinado de Jorge II, se emitieron un número de piezas diseñadas por John Sigismund Tanner, quien en un punto determinado, llegó a ser Grabador general de la Royal Mint; Debido a esto, se sugiere la existencia de uno de los apodos que tenía la moneda de seis peniques, "tanner", el cual se volvió un nombre muy popular hasta la llegada de la decimalización. Una explicación alternativa para el origen del apodo, es que proviene de la palabra anglorromaní, "tawno", que significa "pequeña cosa".

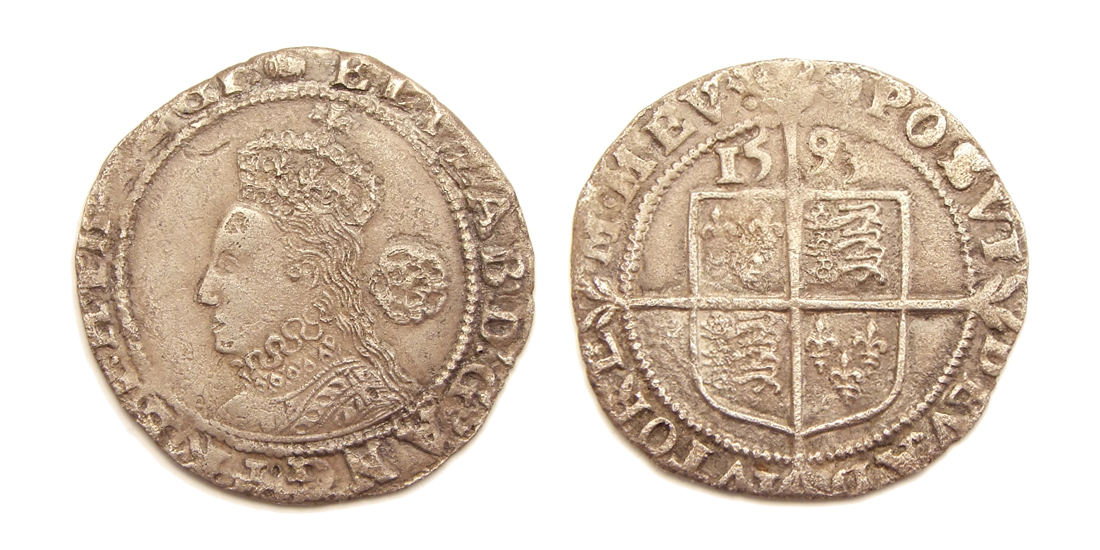
Una moneda de seis peniques acuñada en 1593 en la Tower mint, la cual contiene un retrato de Isabel I de Inglaterra en el anverso.

La Royal Mint sobrellevó un programa de reacuñación masiva en 1816, en el cual se acuñaron grandes cantidades de monedas de oro y plata. Hasta entonces, las piezas acuñadas en plata eran irregulares y la última de esas piezas, acuñada en 1787, había hecho poco para aliviar la escasez crónica de plata en circulación general. Las nuevas monedas de plata, poseían una composición estándar de plata.925 (plata esterlina), y las equivalencias eran de 66 chelines por libra de plata (0.453 kg). Por lo tanto, se acuñaron nuevas monedas de seis peniques, que pesaban 1/11 de una onza troy, equivalente a 2828 gramos o 43.636 granos.
La Royal Mint envileció las monedas de plata en 1920, haciendo que pasaran de tener 92.5 % de plata, a tan solo 50 %. Se emitieron monedas de seis peniques de ambas aleaciones ese mismo año (plata.925 y plata.500). El envilecimiento se llevó a cabo debido a una alza en los precios internacional del plaza, seguido de una tendencia de eliminación o reducción de la pureza de las monedas de plata en todo el mundo. La acuñación de monedas de plata de la libra esterlina cesó en 1946 debido a razones similares, los exacerbados costes de la Segunda Guerra Mundial, que llevaron a la emisión monetaria, y por ende a inflación que distorsionó el valor intrínseco de la plata del valor facial de las monedas, lo que causó que el gobierno inglés tomara la decisión de eliminar las monedas de plata, y reemplazar su contenido por cuproníquel.
Desde las propuestas de Lord John Wrottesley en 1820, hubo varios intentos para decimalizar la libra esterlina durante el próximo siglo y medio. Estos intentos probaron ser infructuosos hasta la década del 1960, cuando la opinión pública comenzó a presionar al gobierno por la necesidad de simplificar las transacciones económicas (quizás, en gran parte, debido a la expansión económica). Se anunció la decimalización en 1966, aunque el proceso se dio cinco años después, en 1971. La libra pasó de tener 240 peniques, a tan solo 100. A pesar de la introducción de nuevas monedas, varias de las monedas predecimales continuaron circulando, incluyendo la de seis peniques (reconvertida en 2.50 nuevos peniques tras la decimalización) la cual continuó siendo de curso legal hasta el 30 de junio de 1980.

### La moneda decimal de seis peniques
En 2016, la Royal Mint comenzó a emitir nuevas monedas de seis peniques de plata para celebrar las navidades; Estas monedas son más pesadas que los peniques acuñados previo a 1970 (pesando un total de 3.35 gr en vez de 2.83), y tienen un valor facial de seis nuevos peniques en vez de seis antiguos peniques. El nuevo reverso fue diseñado por Johm Bergdahl

## Diseño

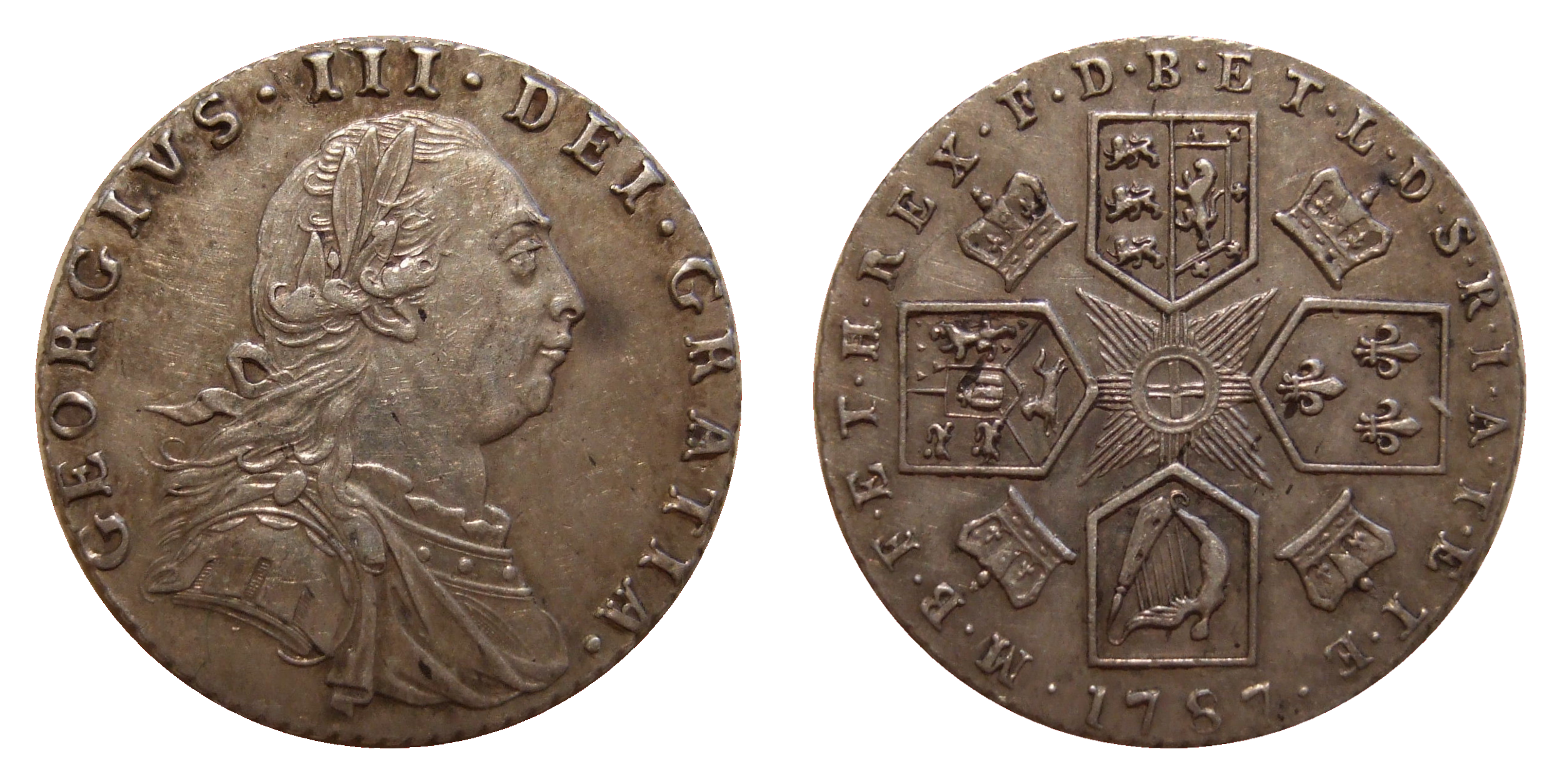
Anverso y revés del 1787 sixpence, describiendo Jorge III.

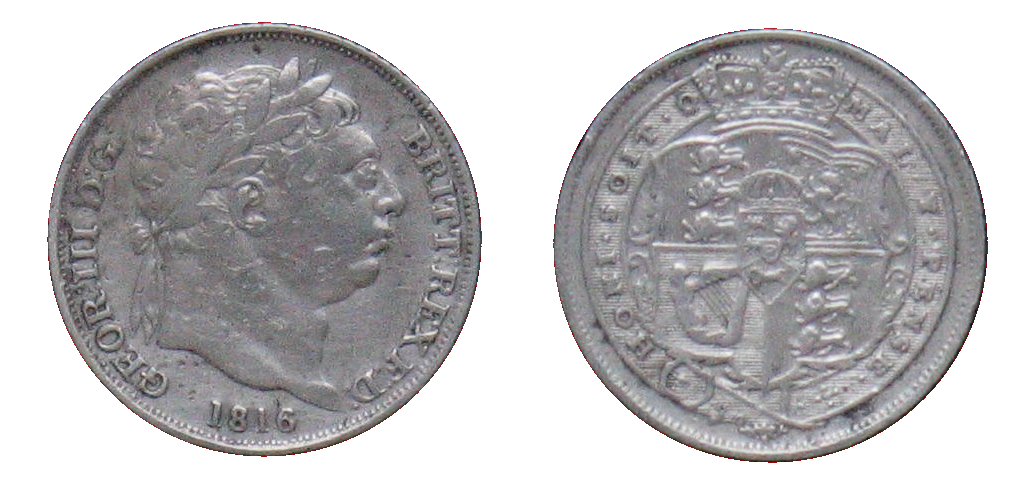
Moneda de seis peniques de 1816, mostrando un diseñado de reacuñación.

Las monedas de seis peniques acuñadas durante el reinado Eduardo IV, contenían un retrato de este en un plano de tres cuartos en el anverso, junto con una rosa Tudor a su izquierda y una denominación en números romanos "VI", a su derecha. En el reverso, se hallaba el escudo de la casa de York. El retrato estaba rodeado por la inscripción en latín: EDWARD VI D G AGL FRA Z HIB REX, que significaba "Eduardo VI, por la gracia de Dios, Rey de Inglaterra, Francia e Irlanda". Todas las monedas de seis peniques acuñadas bajo el mandato de los reyes y reinas que le sucedieron, contienen una inscripción similar en el anverso identificando al monarca (o Lord Protector, durante la existencia de Mancomunidad de Inglaterra), con el retrato usualmente alternado entre la orientación izquierda a derecha, de acuerdo a su predecesor (si este tenía determinada orientación, su sucesor debería tener la contraria). El reverso contiene el Escudo de Inglaterra junto con la inscripción (o una variante) que rezaba POSVI DEVM ADIVTORE MEVM, que significa "He hecho de Dios mi ayudante"
Comenzando con Isabel I, las monedas tienen el año de acuñación estampado en el reverso. Inusualmente, las monedas de seis peniques acuñadas en 1561 y 1562, tenían bordes fresados debido a que fueron producidos por máquinas de prensado provistas por el francés Eloy Mestrelle, (a quien la reina le otorgó la autoridad de acuñar monedas) en vez de ser manufacturadas. Aunque las monedas de la máquina de prensado eran de mejor calidad con respecto a aquellas acuñadas a mano, eran más caras de producir, y por ende, fueron descontinuadas en 1572. Sin embargo, las monedas continuaron en circulación por más de cien años; Recién durante el reinado de Carlos II se reintrodujo en circulación monedas con borde fresado. Las monedas de seis peniques acuñadas tras el Período Tudor dejaron de llevar la rosa Tudor en el anverso.
Las primeras monedas de seis peniques acuñadas durante el reinado de Jacobo I, contenían una inscripción alternativa en el reverso que rezaba EXVRGAT DEVS DISSIPENTVR INIMICI, que significa "Deja a Dios emerger, y sus enemigos se dispersarán", que luego pasó a ser QVAE DEVS CONIVNXIT NEMO SEPARET que significa "Lo que ha Dios ha puesto junto, el hombre no ha de separarlo", en 1604. Las monedas de seis peniques acuñadas durante el reinado de Carlos I, continuaban empleando el diseño usual, a excepción de aquellas monedas acuñadas después de 1630 no contienen ninguna fecha, y la inscripción del reverso reza CHRISTO AVSPICE REGNO que significa "Yo reino bajo el auspicio de Cristo".
Tras la ejecución de Carlos I, se estableció la mancomunidad de Inglaterra, bajo el mandato de Oliver Cromwell. Durante el comienzo de su protectorado, no hubo ningún retrato en el anverso -en vez de eso, había un escudo coronado que contenía la Cruz de San Jorge, rodeado por la inscripción THE COMMONWEALTH OF ENGLAND ("La mancomunidad de Inglaterra"). El reverso contiene los escudos de armas de Inglaterra e Irlanda combinados, rodeados por la inscripción GOD WITH VS ("Dios con nosotros"). En 1656, se retomó la acuñación de monedas de borde fresado, esta vez con la prensa del francés Peter Blondeau. El anverso de las monedas fresadas de Cromwell contenía un retrato de este con un estilo similar al de un emperador romano, rodeado de inscripciones similares a las empleadas por los monarcas.
En 1659, la mancomunidad fue disuelta, tras la resignación de Richard Cromwell, y la monarquía fue reinstaurada al año siguiente, con Carlos II como soberano. Durante su reinado, la mayoría de las monedas de seis peniques continuaron siendo elaboradas con máquinas de prensado, y continuaron empleando el retrato del monarca vigente en el anverso. El reverso contenía un nuevo diseño consistente en cuatro escudos dispuestos en torno a una cruz, con la inscripción detallando el Tratamiento protocolario del monarca en ambos lados de la moneda. Con cambios menores, tales como el objeto en el centro de los escudos y los diseños de estos, el diseño básico establecido por Carlos, continuó siendo acuñado hasta el reinado de Jorge III.
Aquellas monedas acuñadas tras el programa de reacuñación en 1816 comenzaron a portar el escudo real de armas en el reverso, rodeado por la Orden de la Jarretera, que contenía las palabras HONI SOIT QUY MAL Y PENSE (en francés medieval: "Que el mal sea a aquel quien en el mal piensa"). Las monedas de seis peniques acuñadas durante el reinado de Jorge IV son similares a las de su predecesor, aunque en algunas piezas, la orden de Jaterra rodeando el escudo es reemplazada por emblemas florales que representan a Inglaterra, Escocia e Irlanda, junto con la inscripción ANNO DATE (literalmente : "Fecha del año"; por ejemplo ANNO 1800)
Las monedas de seis peniques acuñadas durante el reinado de Guillermo IV, en cambio, poseían un reverso mucho más sencillos, compuesto simplemente de las palabras SIX PENCE en el medio, junto con una corona encima de estas, la fecha de acuñación debajo y una corona de flores rodeando el fondo. Con la excepción de una edición de 1887 que fue retirada, los peniques de la reina Victoria y el rey Eduardo VII, comparten este mismo reverso. El reverso de las piezas acuñadas en 1887, comparte grandes similitudes con las monedas acuñadas durante el Gobierno de Jorge III (de 1816 en adelante). Comparten el mismo reverso que las monedas de Medio Soberano de oro, y debido a que ambos tienen un tamaño similar, estafadores comenzaron a hacer pasar monedas de seis peniques como monedas de medio soberano, por lo que el gobierno tomó acción y la moneda fue sacada de circulación en noviembre de 1887 y se le cambió el reverso.
El reverso de las monedas de seis peniques de Jorge V acuñadas antes de 1926 contienen un reverso alternativo compuesto por una corona superada por un león, y las alternativas contienen un diseño compuesto por seis ramitas de roble dividida por seis bellotas. Las monedas con el retrato de Eduardo VIII son extremadamente escasas en general ya que solo unas pocas entraron en circulación debido a su temprana abdicación. El reverso, es, al igual que las de Jorge V, distinto al de su predecesor, compuesto por seis anillos interconectados, la inscripción SIXPENCE debajo y el tratamiento protocolar del monarca en la parte superior.
Las monedas de seis peniques de Jorge VI, contienen dos reversos distintos, ambos contenían el Monograma real. Aquellas acuñadas antes de 1949, contienen una fuente dispuesta de manera más angular que aquellas acuñadas más tarde. Esas monedas dejaron de portar la inscripción IND IMP, debido a que el rey ya no era Emperador de la India. La decisión final en el cambio del diseño vino cuando se implementó el diseño de Isabel II, las cuales contienen un diseño floral diseñado por Edgar Fuller y Cecil Thomas en el reverso, el cual estaba constituido de una rosa, un cardo, un trébol y un puerro, representado a las cuatro naciones del Reino Unido.

## Importancia cultural

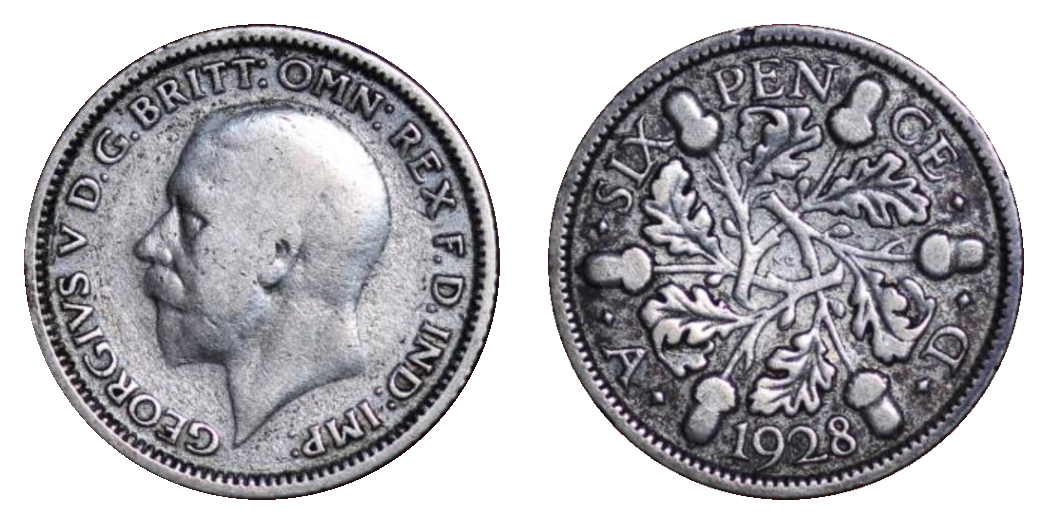
Anverso y Reverso de una moneda de seis peniques con el retrato de Jorge V.

Debido a que la desaparición de circulación de las monedas de tres peniques con el paso de los años, las monedas de seis peniques la reemplazaron como las aquellas que se metían en los pudines de Navidad. Desde la era victoriana en adelante, se había vuelto una tradición mezclar monedas de tres (y luego seis) peniques en los ingredientes de los pudines, pues se creía que traían buena suerte. Comúnmente se lo preparaba en el domingo de agitación, el último antes de la llegada del Adviento y se introducía la pieza dentro de la mezcla y cada uno de los familiares batía. Cuando llegaba la hora de cortar el pudín, el día de Navidad, la persona que encontrara la moneda en su porción, tendría, de acuerdo a la creencia popular, un año de buena suerte.
En el Reino Unido hay una tradición muy conocida que consiste en que la novia de la boda vista de acuerdo a la frase "Something old, something new, something borrowed, something blue, and a silver sixpence in her shoe" (en español: "algo viejo, algo nuevo, algo prestado y una moneda de plata de seis peniques en su zapato"). Una moneda de seis peniques en el zapato de la novia, es un gesto tradicional para la buena suerte. De acuerdo a las costumbres, es el padre de esta quien introduce la moneda, como una representación de los deseos de este para la prosperidad, amor y felicidad en su matrimonio.
También se consideran de buena suerte en las tripulaciones de la Real Fuerza Aérea británica cosidos tras sus alas o brevets, una costumbre datada de la Segunda Guerra Mundial.
En A Midsummer Night's dream (en español: El sueño de una noche de verano) (Acto 1, Escena 2), se da a entender, que por su ausencia (debido a que estaba ensorcinado en el emparrado de Titiana). Nick Bottom, el tejedor, renunciará a recibir seis peniques por día de parte del duque. En la Época isabelina, seis peniques era casi el salario diario para un trabajado rústico de las provincias. Con esa cantidad uno podía adquirir dos cenas, podría asisitir seis veces a ver la obra de Hamlet o comprarse una copia sin encuadernar del libro en sí.
En David Copperfield, Charles Dickens describe como el protagonista lidiaba con un vendedor ambulante, hablándole de sus intenciones de llevar su caja de viajes hacia una oficina en Londres.  "Les dije que la mía, la cual estaba allí, debajo de la calle, y les dije que llevaran a la oficina Dover por seis peniques", luego este replicó "Hecho por un tanner!"
Las monedas de seis peniques también aparecen en otras obras de la cultura popular, como por ejemplo la novela del escritor británico W. Somerset Maugham, The moon and Sixpence (en español: La Luna y seis peniques), y aparece tanto como en el título, como un elemento de la trama, en la novela de Michael Paraskos, In Search of a Sixpence (en español: En búsqueda de los seis peniques). Hay un musical lanzado en 1963 en los Teatros del West End, llamado Half a Sixpence (en español: Medios seis peniques) y la subsequente versión filmográfica de la novela Kipps de H. G. Wells lanzada en 1967.
Hay una canción llamada "I've Got Sixpence" ("Tengo seis peniques"), que reza:
I've got sixpence. Jolly, jolly sixpence. (Tengo Seis peniques. Alegres, alegres peniques)
I've got sixpence to last me all my life. (Tengo Seis penique para que me duren toda la vida)
I've got twopence to spend and twopence to lend (Tengo dos peniques para gastar y dos para prestar)
And twopence to send home to my wife. (Y dos peniques para mandarselos a casa a mi esposa).
La canción data de al menos el año 1810. Una versión elaborada, fue publicada en 1941, con letra y música por Elton Box y Desmond Cox. La canción relata la historia de alguien que tiene seis peniques y se gasta dos (por verso), hasta que le quedan solo dos, los cuales se los manda a su pobre mujer.
Algunos guitarristas prefieren la rigidez de una moneda que la flexibilidad de un plástico más tradicional de Plectro, entre estos, se hallan Brian May de la banda Queen y Ian Bairnson de The Alan Parsons Project. Incluso en cierto tiempo, incluso tuvo monedas del tamaño de las de seis peniques, con un retrato de su propia cara, acuñadas por la Royal Mint, las cuales usó, regaló y vendió como su plectro propio.
Sixpence None the Richer (también conocida simplemente como Sixpence) es una banda de rock/pop cuyo nombre está inspirada por el libro Mero cristianismo por C. S. Lewis
Penguin Books solía vender libros por seis peniques durante los años 1930s a través de Woolworths y gran tiendas.